# (200327) 2000 GL63
(200327) 2000 GL63 es un asteroide perteneciente al cinturón de asteroides descubierto el 5 de abril de 2000 por el equipo del Lincoln Near-Earth Asteroid Research desde el Laboratorio Lincoln, Socorro, Nuevo México, Estados Unidos.

## Designación y nombre
Designado provisionalmente como 2000 GL63.

## Características orbitales
2000 GL63 está situado a una distancia media del Sol de 3,055 ua, pudiendo alejarse hasta 3,232 ua y acercarse hasta 2,878 ua. Su excentricidad es 0,057 y la inclinación orbital 6,149 grados. Emplea 1950,52 días en completar una órbita alrededor del Sol.

## Características físicas
La magnitud absoluta de 2000 GL63 es 15,6. Tiene 4,15 km de diámetro y su albedo se estima en 0,071. 